# 毛利元秀
毛利 元秀（もうり もとひで、1880年〈明治13年〉9月23日 - 1942年〈昭和17年〉5月30日）は、徳山毛利家第11代当主。

## 概要・経歴
子爵・毛利元功の次男として誕生。
1900年8月に徳山毛利家の家督を継承し、子爵を襲爵。
曾孫で徳山毛利家第14代当主の毛利就慶のYouTubeチャンネルによると、徳山毛利家は当初、六本木の鳥居坂や愛宕周辺に屋敷を構えていたが、元秀の代に当時は発展前の目黒に転居している。

## 系譜
- 父：毛利元功
- 母：毛利鈺子 - 1862年4月生まれ[3]。越前国丸岡藩第8代藩主・有馬道純長女。
- 妻：毛利庸子 - 1879年12月生まれ[3]。陸奥国盛岡藩第15代藩主・南部利恭長女。
- 長男：毛利元靖
  - 妻：毛利行子 - 男爵・木辺孝慈娘。
    - 孫：毛利就擧
      - 曾孫:毛利就慶
- 次男：宍戸広慶 - 1914年〜1986年。
  - 妻：宍戸繁子 - 男爵・伊地知精娘。
- 弟：秋元春朝 - 子爵・秋元興朝養子。
- 弟：粟屋武虎 - 1886年生まれ。
- 弟：粟屋直良 - 1889年5月生まれ。山口県士族・粟屋マセ養子。
- 妹：立見波子 - 1890年〜1986年。子爵・立見豊丸妻。
- 弟：大岡忠礼 - 1892年〜1936年。子爵・大岡忠量養子。
- 妹：鍋島政子 - 1895年〜1988年。子爵・鍋島直縄妻。
- 妹：細川艷 - 1897年11月〜1930年。子爵・細川利寿妻。